# Glavna cesta 101
Die Glavna cesta 101 (slowenisch für Hauptstraße 101) ist eine Hauptstraße zweiter Klasse in Slowenien. Sie ist zugleich Teil der Europastraße 652.

## Verlauf
Die Straße führt in Fortsetzung der österreichischen Loiblpass Straße B 91 vom Loibltunnel in den Karawanken, durch den die österreichisch-slowenische Grenze verläuft, über Podljubelj nach Tržič (deutsch: Neumarktl) und von dort weiter zur Autobahn Avtocesta A2, auf die sie bei der Anschlussstelle Podtabor trifft.
Die Länge der Straße beträgt 17,2 km.